# 施特岑巴赫河 (卡爾河支流)
50°3′44.95″N 9°10′44.71″E / 50.0624861°N 9.1790861°E

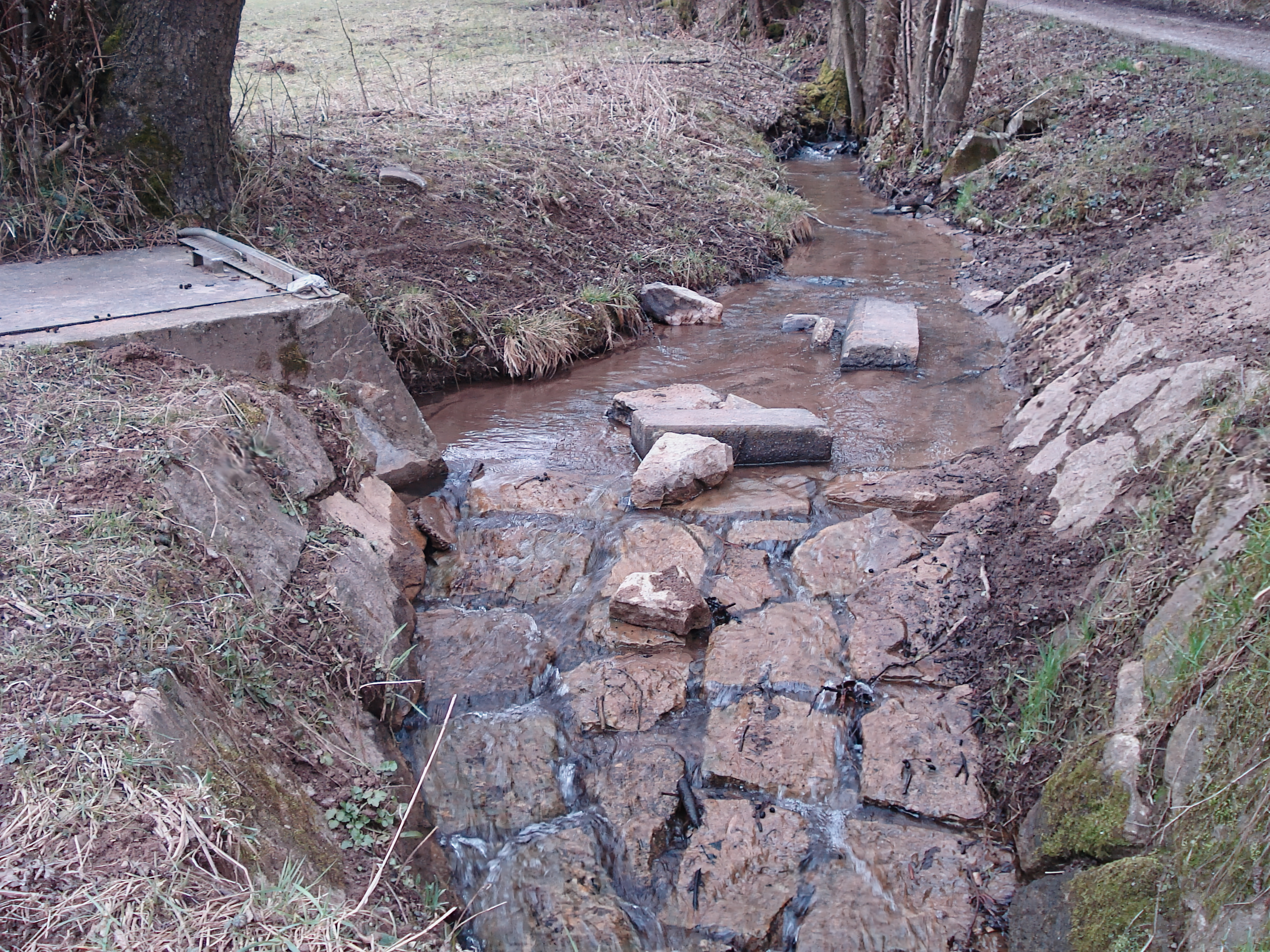

施特岑巴赫河（德語：Sterzenbach），是德國的河流，位於該國東南部，由巴伐利亞負責管轄，屬於卡爾河的右支流，河道全長1.8公里，流域面積1.3平方公里。